# Thlypopsis sordida
El tangara cabecinaranja (en Ecuador) (Thlypopsis sordida), también denominado frutero de sombrero (en Venezuela), frutero cabeza naranja (en Argentina), fruterito jilguero (en Paraguay), tangará gris (en Argentina), zarcerito cabeciamarillo (en Colombia) o tangara de cabeza naranja (en Perú), es una especie de ave paseriforme de la familia Thraupidae, perteneciente al género Thlypopsis. Es nativo del norte y centro de América del Sur. 

## Distribución y hábitat

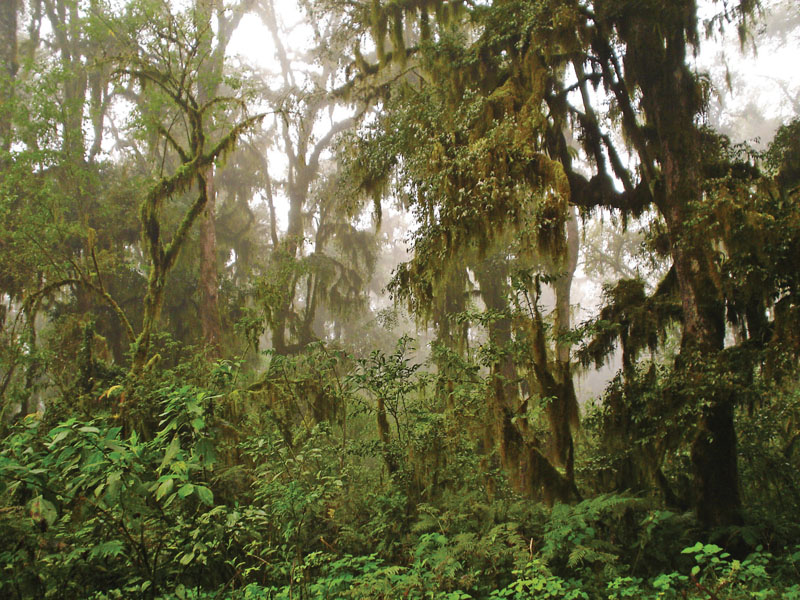
Vegetación yungueña en Salta, en el noroeste de Argentina; uno de los hábitats en que vive esta especie.

Se distribuye de forma disjunta a lo largo del río Orinoco en el centro de Venezuela, y desde el sur de Colombia hacia el sur por el este de Ecuador, el este de Perú, el norte y este de Bolivia, casi todo el Brasil (ausente de una gran parte de la cuenca amazónica, excepto a lo largo del alto y medio río Amazonas), Paraguay, y el noroeste y noreste de la Argentina, llegando por el sur hasta las riberas del río Paraná medio, e incluso raramente más al sur, hasta el delta inferior del río Paraná. No hay registros aún en localidades de Uruguay.
Esta especie es considerada bastante común en una variedad de hábitats naturales: bosques ralos y en galería, cerrados, crecimientos riparios, y clareras adyacentes, principalmente por debajo de los 800 m de altitud, pero llegando hasta los 1500 m en Bolivia.

## Sistemática

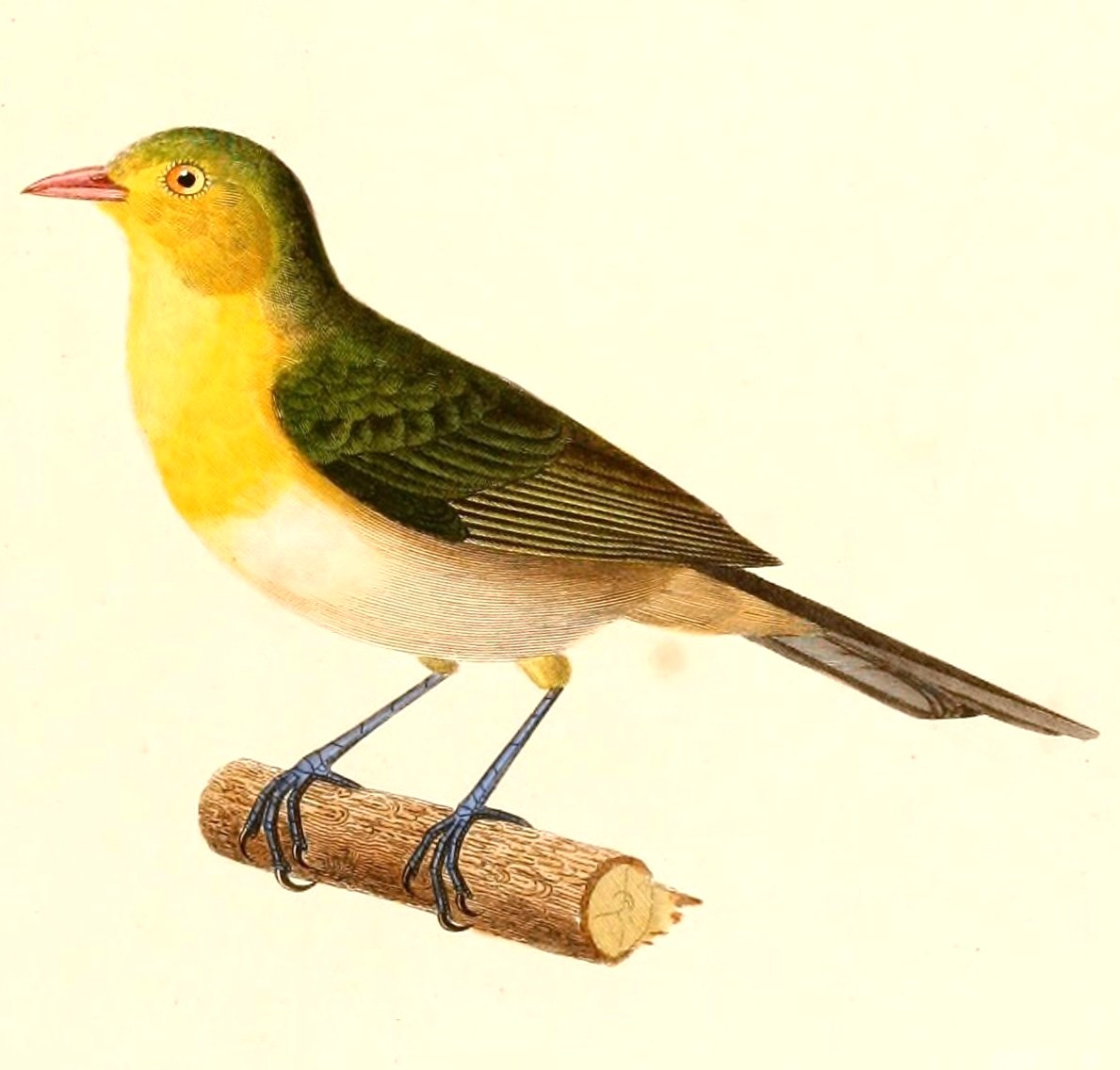
Nemosia sordida, ilustración en d'Orbigny Voyage dans l'Amérique méridionale, 1847.

### Descripción original
La especie T. sordida fue descrita por primera vez por los naturalistas franceses Alcide d'Orbigny y Frédéric de Lafresnaye en el año 1837, bajo el nombre científico de Nemosia sordida. Su localidad tipo es: «Yuracares, Bolivia».

### Etimología
El nombre genérico femenino «Thlypopsis» se compone de las palabras griegas «thlupis»: pequeño pájaro desconocido, tal vez un pinzón o curruca, y «opsis»: con apariencia, que se parece; y el nombre de la especie «sordida», proviene del latín «sordidus»: desaliñado, gastado, sucio.

### Taxonomía
Los datos genéticos indican que esta especie es hermana de Thlypopsis inornata.

### Subespecies
Según las clasificaciones del Congreso Ornitológico Internacional (IOC) y Clements Checklist/eBird v.2019 se reconocen tres subespecies, con su correspondiente distribución geográfica:
- Thlypopsis sordida orinocensis Friedmann, 1942 – río Orinoco en el centro este de Venezuela (sur de Anzoátegui y norte de Bolívar).
- Thlypopsis sordida chrysopis (P. L. Sclater & Salvin, 1880) – extremo sur de Colombia, este de Ecuador y de Perú, y oeste de Brasil.
- Thlypopsis sordida sordida (d’Orbigny & Lafresnaye, 1837) – sur y centro de Brasil, este de Bolivia, Paraguay, y norte de Argentina.